# Wereldkampioenschappen tafeltennis 1979
De wereldkampioenschappen tafeltennis 1979 werden van 25 april t/m 6 mei gehouden in de Noord-Koreaanse hoofdstad Pyongyang. Het was de 35e editie van het toernooi.
Op het programma stonden zeven onderdelen:
- Enkelspel mannen. Regerend kampioen was  Mitsuru Kōno.
- Enkelspel vrouwen. Regerend kampioen was  Pak Yung-sun.
- Dubbelspel mannen. Regerend kampioenen waren  Li Zhenshi en  Liang Geliang.
- Dubbelspel vrouwen. Regerend kampioenen waren  Pak Yong-ok en  Yang Ying.
- Gemengd dubbel. Regerend kampioenen waren  Jacques Secrétin en  Claude Bergeret.
- Team mannen. Regerend kampioen was  China.
- Team vrouwen. Regerend kampioen was  China.

De winnaars mogen zich voor twee jaar wereldkampioen noemen. De verliezend finalist ontvangt de zilveren medaille. De verliezers van de halve finales ontvangen de bronzen medaille op de individuele onderdelen. Bij de teams wordt er wel om de bronzen plak gestreden door de verliezende halvefinalisten.

## Medailles

### Medaillewinnaars
| Onderdeel        | Goud                                                                          | Zilver                                                         | Brons                                                                     |
| Enkelspel (m)    | Seiji Ono                                                                     | Guo Yuehua                                                     | Liang Geliang Li Zhenshi                                                  |
| Enkelspel (v)    | Ge Xinai                                                                      | Li Song-suk                                                    | Tong Ling Zhang Deying                                                    |
| Dubbel (m)       | Anton Stipančić Dragutin Šurbek                                               | István Jónyer Tibor Klampár                                    | Li Zhenshi Wang Huiyuan Guo Yuehua Liang Geliang                          |
| Dubbel (v)       | Zhang Deying Zhang Li                                                         | Ge Xinai Yan Guili                                             | Li Song-suk Ro Jong-suk Erzsébet Palatinus Gordana Perkučin               |
| Dubbel (gemengd) | Liang Geliang Ge Xinai                                                        | Li Zhenshi Yan Guili                                           | Wang Huiyuan Zhang Deying Jacques Secrétin Claude Bergeret                |
| Team (m)         | Hongarije Gábor Gergely István Jónyer Tibor Klampár Tibor Kreisz János Takács | China Guo Yuehua Huang Liang Li Zhenshi Liang Geliang Lu Qiwei | Japan Hiroyuki Abe Hideo Gotoh Masahiro Maehara Seiji Ono Norio Takashima |
| Team (v)         | China Cao Yanhua Ge Xinai Zhang Deying Zhang Li                               | Noord-Korea Hong Gil-soon Li Song-suk Pak Yong-ok Pak Yung-sun | Japan Kayoko Kawahigashi Yoshiko Shimauchi Kayo Sugaya Shoko Takahashi    |

### Medailleklassement
Dubbelparen uit verschillende landen gelden ieder als 0,5.
| Plaats | Land        | Goud | Zilver | Brons | Totaal |
| 1      | China       | 4    | 4      | 7     | 15     |
| 2      | Hongarije   | 1    | 1      | 0     | 2      |
| 3      | Japan       | 1    | 0      | 2     | 3      |
| 4      | Joegoslavië | 1    | 0      | 1     | 2      |
| 5      | Noord-Korea | 0    | 2      | 1     | 3      |
| 6      | Frankrijk   | 0    | 0      | 1     | 1      |
| Totaal | Totaal      | 7    | 7      | 12    | 26     |